# ガルフ鉄道
ガルフ鉄道（ガルフてつどう、英: Gulf Railway）は、ペルシア湾のアラブ湾岸協力会議 (GCC:Gulf Co-operation Council) メンバーの6カ国国家を結ぶ計画鉄道である。
当鉄道は、1,940kmの地域ネットワークを想定しており、2017年までの運行を目指している。
貿易を後押しするために国境を越えて移動するため、200km/hのディーゼル列車が計画されている。
費用は、それぞれの国での本線の長さに比例して、6カ国で分担される。
6つの加盟国は、以下の通り。
- バーレーン王国
- クウェート国
- オマーン国
- カタール国
- サウジアラビア王国
- アラブ首長国連邦

計画鉄道は、南オマーン国のサラーラへと、イラク共和国およびクウェート国の国境から延びることとなる。
計画鉄道はまた、オマーン国およびサウジアラビア王国からイエメン共和国へと鉄道路線がおそらく延伸されることも計画されている。
190億米ドルの費用で、2017年までのネットワーク開発を監督するために、GCC鉄道当公社が設立されることになっている。